# 春風亭一花
春風亭 一花（しゅんぷうてい いちはな、1987年1月26日 - ）は、落語協会所属の落語家。本名：大津 奈央（旧姓：服部）。夫は同じく落語家の金原亭馬久。

## 経歴
東京都台東区出身。実家はカバン店。香蘭女学校高等学校を経て、立教大学経済学部経済学科卒業。
2013年5月、春風亭一朝に入門。翌年5月に横浜にぎわい座にて初高座。演目は『子ほめ』。11月1日に前座となる。前座名は「一花」。
2018年3月21日に柳家小もん、桃月庵こはくと共に二ツ目昇進。

## 芸歴
- 2013年5月 - 春風亭一朝に入門。
- 2014年11月 - 前座となる、前座名「一花」。
- 2018年3月 - 二ツ目昇進。

## 受賞歴
- 2020年12月 - 第19回さがみはら若手落語家選手権優勝。演目は『お菊の皿』[3]。

## 人物
所属団体や流派の垣根を超えた女流落語家ユニット「落語ガールズ」に所属している。
林家あんこ、林家つる子ともにユニット「おきゃんでぃーず」を結成。2022年まで活動した。
焚き火が大好きで、先日橘家文吾からの誘いを受け落語家の後輩と焚き火をしにいった。
演芸写真家の橘蓮二が、｢一花さんの落語にはそっと忍ばせた聡明な優しさに彩られた差し色を感じる。｣等というエッセイを、ぴあステージに記述している。

## 出演

### テレビ
- 笑点 特大号 （BS日テレ） 若手大喜利メンバー

### ラジオ
- 小痴楽の楽屋ぞめき（NHKラジオ第一、2023年4月）

### 映画
- 二つ目物語（2022年、林家しん平監督、クロスロード）-　シマヘビの京子 役